# Lijst van rijksmonumenten in Lierop (plaats)
De plaats Lierop (gemeente Someren) telt 7 inschrijvingen in het rijksmonumentenregister. De gemeente Someren telt in totaal 19 rijksmonumenten.
| Object | Oorspronkelijke functie? | Bouwjaar      | Architect  | Locatie            | Coördinaten?                  | Nr.?   | Afbeelding         |
| --- | ------------------------ | ------------- | ---------- | ------------------ | ----------------------------- | ------ | ------------------ |
| H. Naam van Jezus | Kerk en kerkonderdeel    | 1890-1892     | Carl Weber | Offermansstraat 1  | 51° 25' 9" NB, 5° 40' 55" OL  | 34115  | Meer afbeeldingen  |
| Boerderij, tevens oorspronkelijk brouwerij. Twee ingangen waarvan een in de kopgevel, met opgebogen onderzijde van het deurkalf; ramen met kleine roedenverdeling | Boerderij                |               |            | Boomen 14          | 51° 25' 8" NB, 5° 41' 36" OL  | 34116  | Meer afbeeldingen  |
| Boerderij van het Noord-Brabantse langgeveltype, met schuur | Boerderij                |               |            | Laan Ten Boomen 37 | 51° 25' 6" NB, 5° 41' 36" OL  | 34117  | Meer afbeeldingen  |
| Boerderij van het Noord-Brabantse langgeveltype, met schuur, maar geheel in de traditie van de omringende boerderijen                                             | Boerderij                | eind 19e eeuw |            | Laan Ten Boomen 38 | 51° 25' 6" NB, 5° 41' 34" OL  | 34118  | Meer afbeeldingen  |
| Patronaatsgebouw en kerkhofmuur. Het patronaat, behoorde oorspronkelijk bij de R.K. parochie H. Naam van Jezus                                                    | Onderwijs en wetenschap  | 1926          |            | van Dongenstraat 2 | 51° 25' 11" NB, 5° 40' 56" OL | 512370 | Meer afbeeldingen  |
| Langgevelboerderij | Boerderij                | 1920          |            | Laan Ten Boomen 30 | 51° 25' 9" NB, 5° 41' 30" OL  | 512374 | Langgevelboerderij |
| Langgevelboerderij | Boerderij                | 1880          |            | Laan Ten Boomen 31 | 51° 25' 10" NB, 5° 41' 30" OL | 512375 | Meer afbeeldingen  |